# Zero to Hero
Zero to Hero (anteriormente conocido como: On Your Mom, Get Set, Go!; Chino: 媽媽的神奇小子) es una película dramática de Hong Kong de 2021 dirigida por Jimmy Wan. Fue seleccionada como la entrada de Hong Kong a la Mejor Película Internacional en los 94.ª Premios de la Academia.

## Sinopsis
Una película biográfica sobre So Wa Wai, el primer atleta de Hong Kong en ganar el oro en los Juegos Paralímpicos.

## Reparto
- Louis Cheung
- Siu-ho Chin
- Chung-hang Leung
- Hoi-pang Lo
- Sandra Ng